# Gaganyaan
Gaganyaan (sanscrito; IAST: gagan-yana "veicolo celeste") è un veicolo spaziale orbitale indiano con equipaggio destinato a essere il primo veicolo spaziale per il trasporto umano dell'Organizzazione Indiana per le Ricerche Spaziali (ISRO). La navicella è stata progettata per trasportare tre persone. Una versione modificata in fase di sviluppo sarà dotata di capacità di rendezvous e attracco. Nella sua missione inaugurale con equipaggio la grande capsula da 3,7 tonnellate orbiterà attorno alla Terra a 400 km di altitudine per un massimo di sette giorni con equipaggio di due o tre persone a bordo. Il veicolo con equipaggio era originariamente previsto per essere lanciato sul razzo GSLV Mk III di ISRO nel dicembre 2021, ma da allora è stato rimandato a non prima del 2022. Questo modulo per il trasporto umano nello spazio, prodotto dalla Hindustan Aeronautics Limited (HAL), ha effettuato il suo primo volo sperimentale senza equipaggio il 18 dicembre 2014. Nel maggio del 2019 venne completata la progettazione del modulo equipaggio. L'Organizzazione per la ricerca e lo sviluppo della difesa (DRDO) fornirà supporto per sistemi e tecnologie fondamentali per il sostentamento dell'equipaggio, come cibo adatto ai voli spaziali, assistenza sanitaria per l'equipaggio, misurazione e protezione dalle radiazioni, paracadute per il recupero sicuro del modulo dell'equipaggio e sistema antincendio.
L'11 giugno 2020 è stato annunciato che il primo lancio di Gaganyaan senza equipaggio sarà ritardato a causa della pandemia di COVID-19 in India, e nonostante fosse stato previsto che la tempistica complessiva per i lanci con equipaggio rimanesse invariata, nel 2023 è stato annunciato che il lancio non avverrà prima del 2025.

## Storia
Gli studi preliminari e lo sviluppo tecnologico di Gaganyaan sono iniziati nel 2006 con il nome generico di "Veicolo orbitale". Il piano era quello di progettare una semplice capsula per una permanenza di circa una settimana nello spazio, una capacità di due astronauti e in grado di eseguire un rientro con ammaraggio. Il progetto fu delineato entro il marzo 2008 quando fu presentato al governo indiano per il finanziamento. Tuttavia, nell'aprile 2012 problemi finanziari hanno messo seriamente in dubbio il futuro del progetto; e nell'agosto 2013 è stato annunciato che tutti i voli spaziali con equipaggio da parte dell'India erano stati designati come "fuori dalla lista delle priorità dell'ISRO". All'inizio del 2014 il progetto è stato riconsiderato, beneficiando di un sostanziale aumento del bilancio annunciato nel febbraio 2014.
L'ultima spinta per il programma indiano di voli spaziali umani ha avuto luogo nel 2017 ed è stata formalmente annunciata dal primo ministro Narendra Modi il 15 agosto 2018. Il progetto attuale prevede un equipaggio di tre persone. L'ISRO eseguirà quattro esperimenti di scienze biologiche e due di fisica relative alla microgravità durante la missione di Gaganyaan.

### Finanziamenti e infrastrutture
Un veicolo spaziale con equipaggio richiederebbe circa 124 miliardi di rupie (1,77 miliardi di dollari) nel corso di un periodo di sette anni. Nel dicembre 2018, il governo indiano ha approvato ulteriori 100 miliardi di rupie (1,5 miliardi di dollari) per finanziare un volo di 7 giorni con equipaggio di 3 astronauti da effettuare entro il 2021.
Madhavan Chandradathan, direttore del Satish Dhawan Space Center (SDSC), ha affermato che l'ISRO avrebbe bisogno di istituire una struttura di addestramento per astronauti a Bangalore. Il nuovo Human Space Flight Center (HSFC) coordinerà gli sforzi dell'IHSF. Le strutture di lancio esistenti saranno aggiornate per i lanci nell'ambito del progetto Indian Human Spaceflight con strutture aggiuntive necessarie per i sistemi di abbandono del lancio. È probabile che la Russia fornisca addestramento agli astronauti e assista alcuni aspetti nello sviluppo del lanciatore. Nella primavera del 2009 è stato costruito il modello in scala reale della capsula dell'equipaggio di Gaganyaan e consegnato al Satish Dhawan Space Center per l'addestramento degli astronauti.
L'India ha già sviluppato e testato con successo diversi elementi costitutivi, tra cui la capsula spaziale di rientro, effettuato il test di aborto missione sulla rampa di lancio, testato il meccanismo di espulsione sicuro dell'equipaggio in caso di guasto del razzo, la tuta di volo sviluppata da DEBEL e il potente veicolo di lancio GSLV-MkIII. Avendo raggiunto i traguardi tecnologici preliminari, il programma di volo spaziale umano indiano fu annunciato formalmente dal primo ministro Narendra Modi il 15 agosto 2018. Gaganyaan sarà il primo veicolo spaziale con equipaggio nell'ambito di questo programma.
La Human Space Flight Center di ISRO e Glavcosmos, che è una filiale della società statale russa Roscosmos, ha firmato un accordo il 1º Luglio 2019 per la cooperazione nella selezione, supporto, visita medica e formazione degli astronauti indiani.

## Descrizione
Il modulo dell'equipaggio di Gaganyaan è progettato per trasportare un equipaggio di 3 membri in orbita e tornare in sicurezza sulla Terra dopo una durata della missione fino a sette giorni. Le 2,9 tonnellate del modulo di servizio sono spinte da motori a propellente liquido. Il modulo dell'equipaggio è accoppiato al modulo di servizio e insieme costituiscono 8,2 tonnellate. La capsula spaziale avrà supporto vitale e sistemi di controllo ambientale. Sarà dotato di interruzione della missione di emergenza e fuga di emergenza.
Dopo due dimostrazioni di volo orbitale senza equipaggio del veicolo spaziale, un Gaganyaan con equipaggio dovrebbe essere lanciato sul lanciatore GSLV Mk III non prima del 2022. Sebbene la navicella sia progettata per trasportare 3 persone, è probabile che il primo volo trasporterà solo una persona.
Circa 16 minuti dopo il decollo dal Satish Dhawan Space Center (SDSC), il razzo inietterà il veicolo spaziale in un'orbita 300–400 km sopra la Terra. Durante il rientro il modulo di servizio e i pannelli solari verranno distrutti. La capsula ammarerà invece con dei paracadute nel Golfo del Bengala. Il modulo equipaggio sarà dotato di due paracadute per ridondanza, infatti un solo paracadute è sufficiente per un ammaraggio. I paracadute ridurranno la velocità del modulo equipaggio da oltre 216 m / s a meno di 11 m / s.

## Elenco dei voli

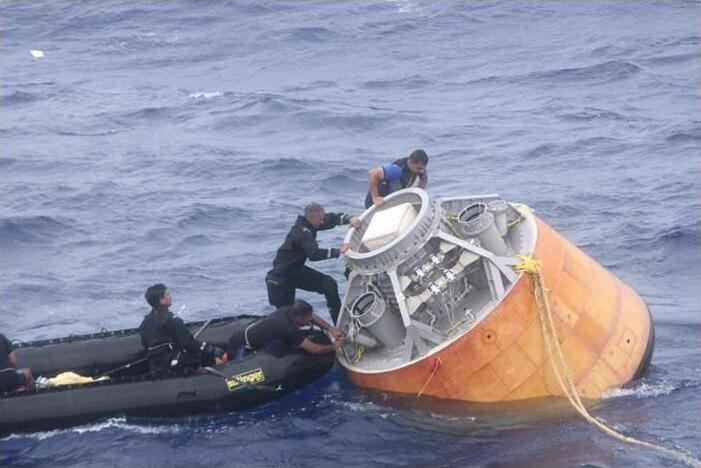
Test di atterraggio in acqua di CARE il 18 dicembre 2014

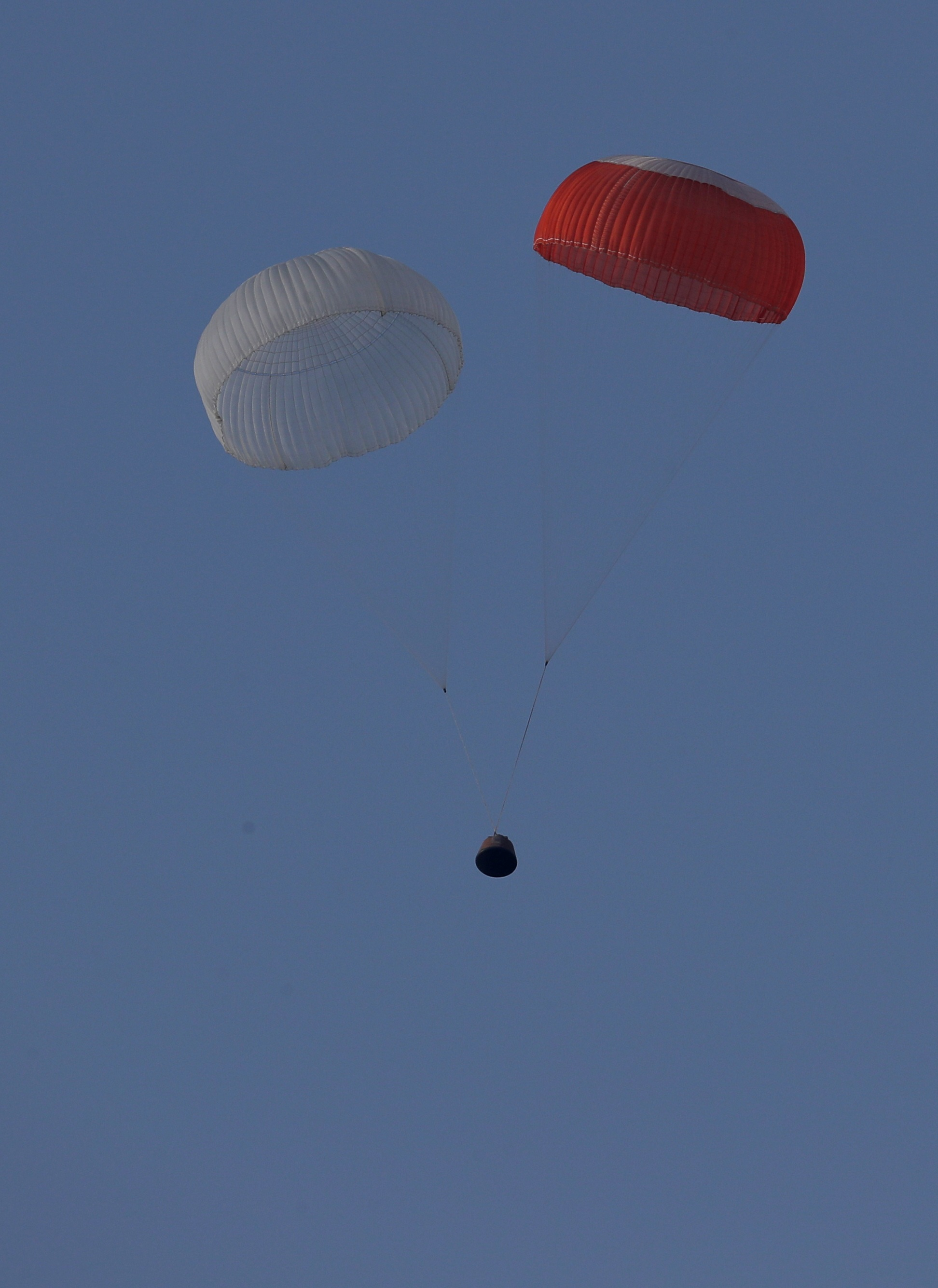
Il veicolo di prova del modulo per l'equipaggio scende con i paracadute il 5 luglio 2018 dopo che il motore lo ha sollevato a un'altitudine di 2,5km

Il 13 febbraio 2014, Hindustan Aeronautics Limited ha consegnato il primo prototipo boilerplate del modulo equipaggio a ISRO, per l'esperimento di rientro atmosferico del modulo (CARE). Il Vikram Sarabhai Space Center dell'ISRO doterebbe il modulo equipaggio dei sistemi necessari per i sistemi di supporto vitale, navigazione, guida e controllo. ISRO ha intrapreso un lancio di prova senza equipaggio del veicolo a bordo del GSLV Mk3 X1, per un volo suborbitale sperimentale il 18 dicembre 2014. Il lanciatore GSLV Mk3 con uno stadio criogenico superiore fittizio (riempito con azoto liquido per simulare il peso del carburante) è stato lanciato alle 9:30 dalla seconda rampa di lancio al Satish Dhawan Space Center di Sriharikota. Il modulo dell'equipaggio si è separato dal razzo a quota 126 km. I motori a bordo hanno controllato e ridotto la velocità del modulo fino a quota 80 km. I propulsori sono stati spenti a quell'altitudine e la resistenza atmosferica ha ulteriormente ridotto la velocità della capsula. Lo scudo termico del modulo ha dovuto sopportare una temperatura superiore a 1600 °C. I paracadute sono stati aperti a un'altitudine di 15 km per rallentare il modulo che ha eseguito un ammaraggio nel Golfo del Bengala vicino alle isole Andamane e Nicobare.
Questo volo è stato utilizzato per testare le procedure e i sistemi di iniezione orbitale, separazione e rientro della Capsula con equipaggio. Sono stati testati anche la separazione delle capsule, gli scudi termici e i sistemi di frenata aerea, il dispiegamento di paracadute, retro-razzi, ammaraggio, sistemi di galleggiamento e procedure di recupero dal Golfo del Bengala.

## Vyommitra
Il 22 gennaio 2020 ISRO ha annunciato Vyommitra, un androide dall'aspetto femminile che accompagnerà gli altri astronauti nella missione. Può rilevare e dare avvertimenti se i cambiamenti ambientali all'interno della cabina mettono a disagio gli astronauti e se cambiano le condizioni dell'aria; può anche assumere posizioni adatte per il lancio e eseguire manovre sui comandi.